# Укртелеком
АО «Укртелеком» — украинская частная телекоммуникационная компания, крупнейший в стране оператор фиксированной связи. Штаб-квартира расположена в Киеве. До 2011 года — Открытая акционерная компания «Укртелеком», с 2011 года — Публичная акционерная компания «Укртелеком», с апреля 2021 — Акционерная компания «Укртелеком».

## История
Укртелеком является наследником телефонной сети Министерства связи УССР. Первый телефон в Киеве был установлен в 1886 г. в почтовой конторе на Крещатике. В 1931 г. в городе было 6300 номеров, 20 коммутаторов. В послевоенный период в несколько раз увеличилась протяженность сетей телефона УССР.

## Собственники и руководство
Компания включена в перечень приватизируемых в 2007 году предприятий. Однако приватизация была отложена. До 2011 года крупнейшим акционером являлось государство.
11 марта 2011 года был подписан договор купли-продажи и 92,86 % акций перешли украинской компании «ESU», дочерней фирме австрийского фонда EPIC. Цена продажи «Укртелекома» составила 10,575 млрд гривен.
3 июня 2013 года группы СКМ и EPIC подписали договор купли-продажи 100 % акций компании UA Telecominvest Limited (Кипр), которой принадлежат 100 % ООО ESU (Украина), которое в свою очередь владеет 92,79 % акций ОАО «Укртелеком». Сумма и подробности сделки не разглашается.
В 2017 году выяснилось, что в 2013 году Укртелеком был приобретён СКМ у Raga Establishment Ltd за 860 млн долларов (прежнее название — Epic Telecom Invest Ltd., принадлежит живущему в Лондоне украинскому экс-банкиру Денису Горбуненко). Цена сделки оказалась на 465 млн долларов дешевле цены приватизации.
В этом же году Фонд госимущества, изучив условия приватизации, обвинил ЕСУ в невыполнении части взятых ею на себя обязательств. В конце октября суд первой инстанции постановил разорвать договор приватизации, обязал Укрэксимбанк списать со счета ЕСУ акции оператора в пользу государства и выплатить фонду пеню в размере 81,9 млн долларов. Спустя полтора месяца апелляционная инстанция поддержала решение своего предшественника. По состоянию на июнь 2018 года идёт рассмотрение кассации в Верховном суде Украины.

## Деятельность
Компания оказывает услуги фиксированной связи, передачи данных, доступа в интернет и т. п.
Объём абонентской базы «Укртелекома» на декабрь 2006 года — 9,7 млн абонентов. По состоянию на 2010 год количество абонентов широкополосного интернета достигло миллиона пользователей.
Выручка компании за 2010 год — 8 млрд грн., чистый убыток — 258 млн.
В 2005 году компания получила лицензию на предоставление услуг мобильной связи с использованием стандарта UMTS/W-CDMA.
1 ноября 2007 года дочернее предприятие «Укртелекома» компания Utel ввела в коммерческую эксплуатацию сеть UMTS. Первоначально сеть работает в 6 городах-миллионниках. Обеспечивается видеоконференцсвязь и 3G доступ.

### Услуги мобильной связи
Укртелеком — первый из украинских операторов, получивший лицензию на предоставление услуг связи в стандарте 3G — UMTS на частоте 2100 МГц (ранее использовалась торговая марка U’tel). Благодаря надстройке HSDPA (3,5G) теоретически поддерживает скорость мобильного Интернета до 7,2 Мбит/с на получение данных. Существующая сотовая сеть Укртелекома обеспечивает связь в областных центрах, крупных городах и ряде населенных пунктов, привлекающих наибольший интерес с точки зрения туризма. Для остальной территории в качестве национального роуминг-партнёра выступает компания Киевстар, обеспечивающая абонентам Укртелекома связь практически по всей территории страны без взимания дополнительного роуминг-тарифа за услуги голосовой связи. Правда, качество связи в национальном роуминге снижается до GSM стандарта и, как правило, не действуют акционная тарификация и пакетные услуги. Для передачи данных в национальном роуминге используется GPRS или EDGE, а стоимость трафика возрастает в несколько раз.
Основные услуги в сети 3G:
- Голосовые услуги
- Видеовызов (наличие фронтальной камеры не обязательно)
- Высокоскоростной мобильный Интернет (до 7,2 Мбит/с)
- VPN MPLS в любой точке страны (высоко защищённая корпоративная сеть)
- Видеонаблюдение и т. д.

В 2010 году акционерами ОАО «Укртелеком» было принято решение о создании дочерней компании по предоставлению сотовой связи с целью последующей продажи. В 2011 создана дочерняя компания ООО «ТриМоб», которая предоставляет услуги сотовой связи. 100 % уставного капитала ООО «Тримоб» внесены ПАО «Укртелеком».
C 2011 года ПАО «Укртелеком» не предоставляет услуги сотовой связи.

### Услуги
- Проводная местная, междугородная и международная телефонная связь
- Сеть таксофонов
- Дополнительные услуги междугородной и международной телефонной связи
- Короткие телефонные номера
- АОН
- Телеграфная связь (закрыта в марте 2018 года[10])
- Проводное вещание
- Аренда каналов связи (выделенная линия)
- Услуги 800/900 (Аудиотекс)/Контакт-центр
- IP-телефония
- Пункты коллективного доступа к Интернету
- Интерактивное Телевидение

#### Услуги передачи данных
- Интернет
  - «Открытый доступ» — коммутируемый (dial-up) доступ в Интернет на скорости до 56 кбит/с в большинстве городов и сёл Украины без письменного договора, без предоплаты, бесплатный почтовый ящик размером 10 Мбайт.
  - «ОГО!» — доступ базируется на технологии ADSL, которая позволяет организовать постоянно действующий высокоскоростной доступ к Интернет по существующей телефонной линии, которая при использовании Интернет остаётся свободной.
  - «ОГО! Мобильный!» — доступ базируется на технологии UMTS, которая позволяет организовать высокоскоростной мобильный доступ к Интернет.
- Видеоконференцсвязь
- ISDN
- построение виртуальной частной сети (VPN) с произвольной топологией (в том числе и «каждый с каждым») по технологии MPLS на основе сетевой инфраструктуры общего пользования.
- Frame Relay — организация логических каналов передачи данных между офисами, что позволяет передавать по одному логическому каналу различные типы данных: информацию, голос, видео.
- Дата-центр